# Diocese de Mysore
A Diocese Mysore (Latim:Dioecesis Mysuriensis) é uma diocese localizada no município de Maiçor, no estado de Carnataca, pertencente a Arquidiocese de Bangalore na Índia. Foi fundada em 16 de março de 1845 pelo Papa Gregório XVI como Pró-Vicariato Apostólico de Mysore, sendo elevada a diocese em 1886. Com uma população católica de 112.500 habitantes, sendo 0,9% da população total, possui 80 paróquias com dados de 2018.

## História
Em 16 de março de 1845 o Papa Gregório XVI cria o Pró-Vicariato Apostólico de Mysore através do território do então Vicariato Apostólico de Madurai e Costa de Coromandel. Em 1850 o Pró-Vicariato é elevado a Vicariato Apostólico de Mysore. Em 1886 é novamente elevado, dessa vez para Diocese de Mysore. Em 1923 é formada a Diocese de Calecute através dos territórios da Diocese de Coimbatore, Diocese de Mangalore e da Diocese de Mysore. Em 1930 é formada a Diocese de Salem através do território da Diocese de Kumbakonam, Diocese de Mysore e da Arquidiocese de Pondicherry. Em 1940 a Diocese de Mysore perde novamente território, dessa vez para a formação da Diocese de Bangalore. Em 1955 perde território para a formação da Diocese de Ootacamund. Por fim em 1963 é formada a Diocese de Chikmagalur através do território da Diocese de Mysore.

## Prelados
A seguir uma lista de bispos desde a criação do pró-vicariato apostólico em 1845. Sendo elevada a diocese em 1886.
|                          | Nome                            | Período     | Notas                                              |
| Bispos                   | Bispos                          | Bispos      | Bispos                                             |
| ------------------------ | ------------------------------- | ----------- | -------------------------------------------------- |
| 12º                      | Francis Serrao, S.J.            | 2025-       | Atual                                              |
| 11º                      | Kannikadass William Antony      | 2017 - 2024 | Bispo emérito                                      |
| 10º                      | Thomas Antony Vazhapilly        | 2003 - 2017 | Bispo emérito                                      |
| 9º                       | Joseph Roy                      | 1994 - 2003 |                                                    |
| 8º                       | Francis Michaelappa             | 1986 - 1993 | Faleceu no cargo                                   |
| 7º                       | Sebastião Fernandes             | 1963 - 1985 | Faleceu no cargo                                   |
| 6º                       | René Feuga, M.E.P.              | 1941 - 1963 | Administrador apostólico no período de 1962 - 1963 |
| 5º                       | Maurice Despatures, M.E.P.      | 1922 - 1940 | Nomeado bispo de Bangalore                         |
| 4º                       | Hippolyte Teissier, M.E.P.      | 1916 - 1922 | Faleceu no cargo                                   |
| 3º                       | Augustin-François Baslé, M.E.P. | 1910 - 1915 | Faleceu no cargo                                   |
| 2º                       | Eugène-Louis Kleiner            | 1890 - 1910 |                                                    |
| 1º                       | Jean-Yves-Marie Coadou          | 1886 – 1890 | Faleceu no cargo                                   |
| Vigários apostólicos     |                                 |             |                                                    |
| 3º                       | Jean-Yves-Marie Coadou          | 1880 – 1886 | Nomeado bispo dessa diocese                        |
| 2º                       | Joseph-Auguste Chevalier        | 1873 – 1880 | Faleceu no cargo                                   |
| 1º                       | Étienne-Louis Charbonnaux       | 1850 – 1873 | Faleceu no cargo                                   |
| Pró-vigário apostólico   |                                 |             |                                                    |
| 1º                       | Étienne-Louis Charbonnaux       | 1845 – 1850 | Nomeado vigário apostólico dessa diocese           |
| Administrador apostólico |                                 |             |                                                    |
|                          | Bernard Blasius Moras           | 2023-2025   | Arcebispo emérito de Bangalore                     |